# Signe Brun
Signe Esther Brun Christensen (født d. 29. april 1997 i Korsør) er en dansk tidligere håndboldspiller, der spillede for Viborg HK hele karrieren. Hun fik debut på ligaholdet d. 15. april 2014 i en pokalkamp mod SønderjyskE Håndbold som U-16 spiller. Hun indstillede i karrieren i 2017 i en alder af blot 19 år; en beslutning der kom bag på klubben. Sæsonen inden havde hun været ude med en hjernerystelse.
Hun fik debut på det danske U19-landshold i december 2014. Hun spillede i alt 5 kampe for det danske ungdomslandshold.